# Kreditverband der österreichischen Arbeitervereinigungen
Der Kreditverband der österreichischen Arbeitervereinigungen war eine gewerkschaftliche Kreditgenossenschaft in Österreich zwischen 1912 und 1934. Dieser Kreditverband gilt als Vorläufer der Bank für Arbeit und Wirtschaft.
Dieser Kreditverband  wurde 1912 von Karl Renner gegründet. Ziel der Gründung war weniger, den „kleinen“ Arbeitern günstige Kredite zu verschaffen, „sondern den Organisationen und Instituten der Arbeiterklasse ein Hilfsinstitut zu schaffen, das ihnen die Benützung kapitalistischer Institutionen erspart“ (Zitat Karl Renner). Dahinter stand das Bestreben, die in eine finanziell prekäre Lage geratenen Konsumgenossenschaften und die 1905 gegründete und ebenfalls angeschlagene „Großeinkaufsgesellschaft österreichischer Consumvereine“(GöC) von der Abhängigkeit bürgerlicher Banken zu befreien und damit die finanzielle Sanierung des sozialistischen Genossenschaftswesens einzuleiten, was jedoch nur teilweise gelang.
Im Jahre 1922 wurde der Kreditverband der österreichischen Arbeitervereinigungen von Karl Renner zur „Arbeiterbank“ umgegliedert. An der „Arbeiterbank AG“ besaßen die sozialistischen Gewerkschaften und die Großeinkaufsgesellschaft für österreichische Consumvereine (GöC) je 40 % Anteile. Die Bank wurde nach dem Verbot der Sozialdemokratischen Arbeiterpartei Österreichs (SDAPÖ) im Jahre 1934 aufgelöst. Sie erstand 1947 als Bank für Arbeit und Wirtschaft (BAWAG) wieder.